# Exosphaeroma media
Exosphaeroma media is een pissebed uit de familie Sphaeromatidae. De wetenschappelijke naam van de soort is voor het eerst geldig gepubliceerd in 1968 door George & Stromberg.